# Brouains
Brouains település Franciaországban, Manche megyében. Lakosainak száma 140 fő (2022. január 1.). Brouains Beauficel, Perriers-en-Beauficel, Juvigny les Vallées és Sourdeval községekkel határos.

## Népesség
A település népességének változása:
| Lakosok száma | 330  | 260  | 242  | 191  | 167  | 146  | 136  | 135  | 136  | 140  |
|               | 1968 | 1982 | 1990 | 2006 | 2013 | 2015 | 2017 | 2019 | 2020 | 2022 |